# Đubrivo
Đubrivo ili gnojivo (u nekim krajevima takođe i đubre) je smeša materija koje se koriste u poljoprivredi ili vrtlarstvu za poboljšanje plodnosti zemljišta i rasta i razvića biljaka. Obično se primjenjuje na poljoprivrednim zemljištima. Đubriva se grubo mogu podeliti na organska i neorganska (mineralna), gde je osnovna razlika izvor iz kojeg je đubrivo nastalo, a ne nužno sastav nutrijenata. Uz to, neretko se izdvajaju još dve veće grupe đubriva: bakterijska đubriva i stimulatori rasta. Organska i neka neorganska đubriva dobijena iz ruda su se koristila vekovima, dok su hemijski sintetisana neorganska đubriva počela da se razvijaju tokom industrijske revolucije. Poboljšano razumevanje delovanja i početak upotrebe đubriva su bili važni koraci u pred-industrijskoj i zelenoj revoluciji 20. veka.
Đubriva tipično sadrže sledeće elemente (u varijabilnim proporcijama): tri primarna makronutrijenta: azot, fosfor i kalijum, tri sekundarna makronutrijenta: kalcijum, sumpor, magnezijum, i mikronutrijente ili mineralne elemente u tragovima: bor, hlor, mangan, gvožđe, cink, bakar, molibden i selen. Makronutrijenti su elementi koji se troše u većim količinama i prisutni su u tkivu biljaka u količini 0,2% do 4,0% (izraženo na suvu materiju). Mikronutrijenti se troše u manjim količinama i prisutni su u biljnom tkivu u količinama koje su reda veličine 5 - 200 ppm ili manje od 0,02% suve mase đubriva.
Istorijski gledano, đubrenje je dolazilo iz prirodnih ili organskih izvora: komposta, životinjskog đubriva, ljudskog đubriva, požnjevenih minerala, plodoreda i nusproizvoda industrije ljudske prirode (npr. otpad od prerade ribe ili krvavo brašno od klanja životinja). Međutim, počev od 19. veka, nakon inovacija u ishrani biljaka, poljoprivredna industrija se razvija oko sintetički stvorenih đubriva. Ova tranzicija je bila važna u transformaciji globalnog sistema ishrane, omogućavajući industrijsku poljoprivredu većeg obima sa velikim prinosima useva.
Hemijski procesi fiksiranja azota, kao što je Haberov proces izmišljen početkom 20. veka, i pojačan proizvodnim kapacitetom stvorenim tokom Drugog svetskog rata, doveli su do buma upotrebe azotnih đubriva. U drugoj polovini 20. veka, povećana upotreba azotnih đubriva (povećanje od 800% između 1961. i 2019. godine) bila je ključna komponenta povećane produktivnosti konvencionalnih sistema ishrane (više od 30% po glavi stanovnika) kao deo takozvane „Zelene revolucije“.
Upotreba veštačkih i industrijski primenjenih đubriva izazvala je ekološke posledice kao što su zagađenje vode i eutrofikacija usled nutritivnog oticanja; ugljenik i druge emisije iz proizvodnje đubriva i rudarstva; i kontaminacija i zagađenje zemljišta. Različite prakse održive poljoprivrede mogu se primeniti kako bi se smanjili štetni uticaji na životnu sredinu upotrebe đubriva i pesticida i štete po životnu sredinu izazvane industrijskom poljoprivredom.

## Istorija
Upravljanje plodnošću zemljišta zaokuplja poljoprivrednike od početka poljoprivrede. Bliskoistočne, kineske, mezoameričke i kulture centralnih Anda bile su sve one koje su rano usvojile poljoprivredu. Smatra se da je ovo dovelo do bržeg rasta njihovih kultura u populaciji, što je omogućilo izvoz kulture u susedne grupe lovaca-sakupljača. Upotreba đubriva zajedno sa poljoprivredom omogućila je nekim od ovih ranih društava kritičnu prednost nad svojim susedima, što ih je dovelo do toga da postanu dominantne kulture u svojim regionima. Zabeleženo je da su Egipćani, Rimljani, Vavilonci i rani Germani koristili minerale ili stajnjak za povećanje produktivnosti svojih farmi. Naučno istraživanje ishrane biljaka počelo je mnogo pre rada nemačkog hemičara Justusa fon Libiga, iako se njegovo ime najviše pominje kao „otac industrije đubriva“. Nikola Teodor de Sosir i tadašnje naučne kolege su brzo opovrgli fon Libigova uprošćavanja. Istaknuti naučnici koje je fon Libig privukao bili su Karl Ludvig Sprenger i Herman Helrigel. U ovoj oblasti, došlo je do 'erozije znanja', delimično izazvane mešanjem ekonomije i istraživanja. Džon Benet Lauz, engleski preduzetnik, počeo je da eksperimentiše sa efektima različitih stajnjaka na biljke koje su rasle u saksijama 1837. godine, a godinu ili dve kasnije eksperimenti su prošireni i na useve u polju. Jedna od neposrednih posledica je bila da je 1842. godine patentirao đubrivo nastao tretiranjem fosfata sumpornom kiselinom i tako bio prvi koji je stvorio industriju veštačkog đubriva. U narednoj godini, on je angažovao Džozefa Henrija Gilberta; zajedno su izvodili eksperimente sa usevom u Institutu za istraživanje ratarskih kultura.
Birkeland-Ejdov proces je bio jedan od konkurentskih industrijskih procesa na početku proizvodnje đubriva na bazi azota. Ovaj proces je korišćen za fiksiranje atmosferskog azota (N2) u azotnu kiselinu (HNO3), jedan od nekoliko hemijskih procesa koji se nazivaju fiksacija azota. Dobijena azotna kiselina je zatim korišćena kao izvor nitrata (NO3−). Na osnovu ovog procesa izgrađena je fabrika u Rjukanu i Notodenu u Norveškoj i izgrađene su velike hidroelektrane.
Tokom 1910-ih i 1920-ih godina došlo je do uspona Haberovog i Ostvaldovog procesa. Haberov proces proizvodi amonijak (NH3) iz gasa metana (CH4) (prirodni gas) i molekularnog azota (N2) iz vazduha. Amonijak iz Haberovog procesa se zatim delimično pretvara u azotnu kiselinu (HNO3) u Ostvaldovom procesu. Procenjuje se da trećina godišnje globalne proizvodnje hrane koristi amonijak iz Haber-Bošovog procesa i da to izdržava skoro polovinu svetske populacije. Posle Drugog svetskog rata, fabrike za proizvodnju azota koje su se uvećale ridi proizvodnje ratnih bombi okrenute su ka poljoprivrednoj upotrebi. Upotreba sintetičkih azotnih đubriva je u stalnom porastu tokom poslednjih 50 godina, uvećavajući se skoro 20 puta na trenutnu stopu od 100 miliona tona azota godišnje.
Razvoj sintetičkih azotnih đubriva značajno je podržao globalni rast stanovništva. Procenjuje se da se skoro polovina ljudi na Zemlji trenutno hrani zahvaljujući upotrebi sintetičkih azotnih đubriva. Upotreba fosfatnih đubriva je takođe porasla sa 9 miliona tona godišnje u 1960. na 40 miliona tona godišnje u 2000. godini.
Poljoprivredna upotreba neorganskih đubriva u 2021. godini iznosila je 195 miliona tona hranljivih materija, od čega je 56% bio azot. Azija je predstavljala 53% ukupne svetske poljoprivredne upotrebe neorganskih đubriva 2021. godine, a zatim slede Amerika (29%), Evropa (12%), Afrika (4%) i Okeanija (2%). Ovo rangiranje regiona je isto za sve hranljive materije. Glavni korisnici neorganskih đubriva su, u opadajućem redosledu, Kina, Indija, Brazil i Sjedinjene Američke Države (videti tabelu 15), pri čemu je Kina najveći korisnik svakog hranljivog materijala.
Za usev kukuruza koji daje 6–9 tona zrna po hektaru potrebno je 31–50 kilograma (68–110 lb) fosfatnog đubriva za prehranu. Za useve soje je potrebno oko polovine, 20–25 kg po hektaru. Yara International je najveći svetski proizvođač đubriva na bazi azota.

## Mehanizam
Đubriva poboljšavaju rast biljaka. Ovaj cilj se ostvaruje na dva načina, tradicionalni su aditivi koji obezbeđuju hranljive materije. Drugi način na koji neka đubriva deluju je da poboljšaju efikasnost zemljišta modifikujući njegovo zadržavanje vode i aeraciju. Ovaj članak, kao i mnogi drugi o đubrivima, naglašava nutritivni aspekt. Đubriva obično obezbeđuju, u različitim razmerama:
- Tri glavna makronutrienta (NPK):
  - Azot (N): rast listova i stabljike[29]
  - Fosfor (P): razvoj korena, cvetova, semena i ploda;
  - Kalijum (K): snažan rast stabljike, kretanje vode u biljkama, promocija cvetanja i plodonošenja;
- Tri sekundarna makronutrienta: kalcijum (Ca), magnezijum (Mg) i sumpor (S);
- Mikronutrijenti: bakar (Cu), gvožđe (Fe), mangan (Mn), molibden (Mo), cink (Zn) i bor (B). Od povremenog značaja su silicijum (Si), kobalt (Co) i vanadijum (V).

Hranljive materije potrebne za zdrav život biljaka klasifikovane su prema elementima, ali se elementi ne koriste kao đubriva. Umesto toga, jedinjenja koja sadrže ove elemente su osnova đubriva. Makronutrijenti se troše u većim količinama i prisutni su u biljnom tkivu u količinama od 0,15% do 6,0% na osnovu suve materije (DM) (0% vlage). Biljke se sastoje od četiri glavna elementa: vodonika, kiseonika, ugljenika i azota. Ugljenik, vodonik i kiseonik su široko dostupni u ugljen-dioksidu i u vodi. Iako azot čini većinu atmosfere, on je u obliku koji je nedostupan biljkama. Azot je najvažnije đubrivo, jer je azot prisutan u proteinima (amidne veze između aminokiselina), DNK (purinske i pirimidne baze) i drugim komponentama (npr. tetrapirolni hem u hlorofilu). Da bi bio hranljiv za biljke, azot mora biti dostupan u „fiksnom” obliku. Samo neke bakterije i njihove biljke domaćini (posebno mahunarke) mogu da fiksiraju atmosferski azot (N
2) pretvaranjem u amonijak (NH
3). Fosfat (PO3−
4) potreban je za proizvodnju DNK (genetski kod) i ATP, glavnog nosioca energije u ćelijama, kao i određenih lipida (fosfolipida, glavne komponente lipidnog dvostrukog sloja ćelijskih membrana).

### Mikrobiološka razmatranja
Dva skupa enzimskih reakcija su veoma relevantna za efikasnost đubriva na bazi azota.
Ureaza
Prvi je hidroliza (reakcija sa vodom) uree (CO(NH
2)
2). Mnoge bakterije u zemljištu poseduju enzim ureazu, koji katalizuje konverziju uree u amonijum jon (NH+
4) i bikarbonatni jon (HCO−
3).
Oksidacija amonijaka
Bakterije koje oksidiraju amonijak (AOB), kao što su vrste Nitrosomonas, oksidiraju amonijak (NH
3) do nitrita (NO−
2), proces koji se naziva nitrifikacija. Bakterije koje oksidiraju nitrite, posebno Nitrobacter, oksidiraju nitrit (NO−
2) do nitrata (NO−
2), koji je izuzetno rastvorljiv i mobilan i glavni je uzrok eutrofikacije i cvetanja algi.

## Označavanje đubriva
Makronutrijenti u đubrivu se označavaju na osnovu „NPK“ analize, a takođe i kao „N-P-K-S“ u Australiji.
Primer označavanja za đubrivo potaša, koje ima odnos 1:1 kalijuma prema karbonatu ili 47% kalijuma i 53% karbonata u masenim procentima (što se dobije uzimajući u obzir razlike u molekularnoj težini između kalijuma i karbonata). Tradicionalna analiza 100 g soli bi dala 60 g K2O. Procentualni prinos  iz originalnih 100g đubriva predstavlja broj prikazan na oznaci. Kalijumovo đubrivo bi u ovom slučaju imalo oznaku 0-0-60, a ne 0-0-52.

## Neorganska đubriva
Đubriva se mogu grubo podeliti na organska đubriva (sastavljena od obogaćene organske materije – biljnog ili životinjskog porekla) i neorganska đubriva (sastavljena od veštački dobivenih supstanci i/ili minerala).
Neorganska đubriva se često sintetišu u toku Haber-Bošovog procesa, koji se koristi za sintezu amonijaka. Amonijak se koristi kao sirovina za stočnu hranu i druga azotna đubriva, npr. amonijum nitrat i urea. Ovi koncentrovani proizvodi se mogu razblaživati vodom, pri čemu se dobija koncentrovano tečno đubrivo. Amonijak se može kombinovati sa fosfatnim stenama i fosfatnim đubrivom (Odda proces), pri čemu nastaje „kombinovano đubrivo“.
Upotreba industrijski dobijenih azotnih đubriva se konstantno povećava u poslednjih 50 godina, i dostigla je skoro 20 puta veću količinu te iznosi oko 1 milijardu tona azota godišnje. Upotreba fosfatnih đubriva se takođe povećala sa 9 miliona tona 1960. godine do 40 miliona tona u 2000. godini. Količina od 6-9 tona kukuruza u zrnu po hektaru zahteva upotrebu 30–50  fosfatnog đubriva, dok soja zahteva 20–25  po hektaru.  je najveći svetski proizvođač azotnih đubriva.
| Država           | Udeo ukupne potrošnje (%) | Količina (1000 t/godina) |
| ---------------- | ------------------------- | ------------------------ |
| SAD              | 51                        | 4697                     |
| Kina             | 16                        | 2998                     |
| Francuska        | 52                        | 1317                     |
| Nemačka          | 62                        | 1247                     |
| Kanada           | 55                        | 897                      |
| Velika Britanija | 70                        | 887                      |
| Brazil           | 40                        | 678                      |
| Španija          | 42                        | 491                      |
| Meksiko          | 20                        | 263                      |
| Turska           | 17                        | 262                      |
| Argentina        | 29                        | 126                      |

### Upotreba
Industrijski dobijena đubriva se najčešće upotrebljavaju kod gajenja kukuruza, ječma, šećerne trske, soje i suncokreta. Jedna studija je pokazala da primena azotnih đubriva na usev preostao izvan sezone, povećava biomasu i ima povoljan uticaj na sadržaj azota u glavnom usevu, koji se seje u letnjem periodu.

### Problemi sa upotrebom mineralnih đubriva

#### Trošenje elemenata u tragovima
Mnoga neorganska đubriva ne zamenjuju elemente u tragovima u zemljištu, te se zemljište postepeno ispošćuje pri uzgajanju useva. Ovo trošenje je u vezi sa studijama koje su pokazale opadanje sadržaja (do 75%) količine elemenata u tragovima u voću i povrću. Ipak, iz nedavne analize 55 naučnih studija zaključeno je da „nema dokaza da postoji razlika u kvalitetu nutrijenata između hrane proizvedene organskim i konvencionalnim postupkom.“ Nasuprot tome, jedna dugoročna studija koju je finansirala Evropska unija je pokazala da organski-proizvedeno mleko sadrži značajno veći sadržaj antioksidanata (npr. karotenoida i alfa-linoleinske kiseline) nego konvencionalno proizveden proizvod.

#### Prekomerna upotreba đubriva
Prekomerna upotreba đubriva može biti jednako štetna kao i premala količina. Do „sagorevanja“ može doći kada se primeni previše đubriva, što rezultuje sušenjem korena i oštećenjem ili čak odumiranjem biljke.

#### Prevelika potrošnja energije
Proizvodnja „veštačkog“ amonijaka trenutno konzumira oko 5% globalne potrošnje prirodnog gasa, što je nešto ispod 2% svetske energetske proizvodnje.
Troškovi korištenja prirodnog gasa u proizvodnji amonijaka predstavljaju 90% troškova proizvodnje amonijaka. Povećanje cene prirodnog gasa u prošloj deceniji je doprinelo povećanju cene đubriva.

#### Dugoročna održivost
Neorganska đubriva se trenutno proizvode na način koji je nemoguće koristiti beskonačno. Kalijum i fosfor dolaze iz rudnika (ili slanih voda, kao što je Mrtvo more) i takvi izvori su ograničeni. Atmosferski nevezani azot je praktično neograničen izvor (više od 70% sastava atmosfere čini azot), ali u takvom obliku nije direktno upotrebljiv za biljke. Da bi taj azot postao upotrebljiv biljkama, potrebna je azotofiksacija (prevođenje atmosferskog azota u oblik koji biljke mogu koristiti).
"Veštačka" azotna đubriva se tipično sintetizuju uz korišćenje fosilnih goriva kao što su prirodni gas i ugalj, čije su rezerve ograničene.

## Organska đubriva
Organska đubriva sadrže prirodna organska jedinjenja (npr. biootpad, komposti i dr.) i prirodno prisutne mineralne depozite (npr. šalitra – natrijum nitrat).

### Poređenje sa neorganskim đubrivima
Organska đubriva tipično imaju manji sadržaj nutrijenata, rastvorljivost i brzinu oslobađanja nutrijenata u odnosu na neorganska đubriva.
Jedna studija je pokazala da u periodu od 140 dana, nakon 7 ispiranja nutrijenata da:
- Organska đubriva oslobađaju između 25% i 60% sadržaja azota
- Đubriva sa kontrolisanim oslobađanjem su imala relativno konstantnu brzinu oslobađanja nutrijenata
- Rastvorljiva đubriva su oslobodila najveću količinu azota pri prvom ispiranju

Generalno, nutrijenti u organskim đubrivima su više razblaženi i manje dostupni biljkama. Prema UC IPM, sva „organska đubriva“ se klasifikuju kao đubriva sa sporim oslobađanjem i ne mogu prouzrokovati sagorijevanje azotom. Organska đubriva dobivena iz komposta i drugih izvora, mogu značajno varirati od jednog lota do drugog. Bez ispitivanja lota nije moguće precizno utvrditi sadržaj nutrijenata.

### Izvori organskih đubriva

#### Životinjski izvori
Urea životinjskog porekla je pogodna za upotrebu u organskoj poljoprivredi, dok "veštačka" urea nije pogodan izvor. Često se organska poljoprivreda definiše kao minimalna upotreba procesiranja, a takođe i upotreba prirodnih bioloških procesa (npr. kompostiranje). Otpadni mulj ima veoma ograničenu upotrebu u organskoj poljoprivrednoj proizvodnji u SAD, zbog zabrane njegove upotrebe (zbog akumulacije toksičnih metala, između ostalih faktora). USDA zahteva certificiranje od treće strane za đubriva sa visokim sadržajem azota, koja se prodaju u SAD.

#### Biljni izvori
Da bi se zemljište obogatilo fiksacijom azota iz atmosfere, često se uzgajaju usevi koji služe kao zelenišno đubrivo. Ovi usevi mogu takođe povećati i sadržaj fosfora (mobilizacijom nutrijenata).

## Literatura
- This article incorporates text from a free content work.  Licensed under CC BY-SA IGO 3.0 License statement: World Food and Agriculture – Statistical Yearbook 2023,  FAO, FAO. To learn how to add open license text to Wikipedia articles, please see this how-to page. For information on reusing text from Wikipedia, please see the terms of use.
- Lawrence, Felicity (2004). „214”.  Ур.: Barker, Kate. Not on the Label. Penguin. стр. 213. ISBN 978-0-14-101566-8.
- Gilbeart H. Collings, Commercial Fertilizers, 1938
- Malcolm Vickar, Fertilizer technology and usage, Wisconsin, 1963
- McKetta & Cunningham, Encyclopedia of Chemical Processing and Design,1984
- Ullman´s Encyclopedia of Industrial Chemistry, 1987, volume A10, page 323-421.
- Kirk Otmer, Encyclopedia of Chemical Technology, 1993, volume 10, page 433-514.
- Mbow, C.; Rosenzweig, C.; Barioni, L. G.; Benton, T.;  . (2019). „Chapter 5: Food Security” (PDF). Climate Change and Land: an IPCC special report on climate change, desertification, land degradation, sustainable land management, food security, and greenhouse gas fluxes in terrestrial ecosystems. стр. 454.

## Spoljašnje veze
- Медији везани за чланак Đubrivo на Викимедијиној остави
- Uzgajivači povrća Teksasa
- Nitrogen for Feeding Our Food, Its Earthly Origin, Haber Process Архивирано 11 јануар 2017 на сајту
- International Fertilizer Industry Association (IFA)
- Agriculture Guide, Complete Guide to Fertilizers and Fertilization (archived 6 October 2011)
- Nitrogen-Phosphorus-Potassium Values of Organic Fertilizers. Архивирано 26 фебруар 2021 на сајту .